# برينت هايندز
برينت هايندز (بالإنجليزية: Brent Hinds)‏ هو عازف قيثارة وموسيقي ومغني أمريكي، ولد في 16 يناير 1974 في بلهام في الولايات المتحدة.

## وصلات خارجية
- برينت هايندز على موقع IMDb (الإنجليزية)
- برينت هايندز على موقع ميوزك برينز (الإنجليزية)
- برينت هايندز على موقع ديسكوغز (الإنجليزية)